# Carlo Arcamone
Carlo Arcamone (Bitetto, ... – Bitetto, 1432) è stato un vescovo cattolico italiano.

## Biografia[1]
Nacque a Bitetto da Mongello, signore della città, appartenente a una famiglia nobile di origini napoletane, stabilitasi a Bari ai tempi di Giovanna I.
Fu eletto vescovo di Venafro e poi trasferito a Bitetto da papa Martino V nell'ottobre del 1423.
Vissuto durante lo Scisma d'Occidente, rimase fedele a Martino V e quindi si schierò contro Pedro de Luna e Gil de Muñoz.
Durante il suo governo, col beneplacito di papa Eugenio IV, nel 1432 fu ammessa a Bitetto la Comunità dei Frati Minori Osservanti per la quale fu edificato un convento, che nel 1625 passò ai Frati minori riformati.
Morì a Bitetto nel 1432.